# Oedipina pseudouniformis
Oedipina pseudouniformis es una especie de salamandras en la familia Plethodontidae.
Habita en Costa Rica y Nicaragua.
Su hábitat natural son los  bosques húmedos tropicales o subtropicales a baja altitud, los montanos húmedos tropicales o subtropicales, plantaciones y zonas previamente boscosas ahora muy degradadas.
Está amenazada de extinción debido a la destrucción de su hábitat.